# Țar Kaloian, Plovdiv
Țar Kaloian (în bulgară Цар Калоян) este un sat în comuna Kuklen, regiunea Plovdiv,  Bulgaria.

## Demografie
Componența etnică a satului Țar Kaloian
     Bulgari (95,58%)
     Nicio identificare (4,41%)
     Altele (0%)
La recensământul din 2011, populația satului Țar Kaloian era de 68 locuitori. Din punct de vedere etnic, majoritatea locuitorilor (95,58%) erau bulgari. Pentru 4,41% din locuitori nu este cunoscută apartenența etnică.